# Майлык
Майлык — деревня в Альменевском районе Курганской области России. Входит в состав Бороздинского сельсовета.

## География
Деревня находится на юго-западе Курганской области, в пределах южной части Западно-Сибирской равнины, в лесостепной зоне, к юго-западу от озера Балсыкты, на расстоянии 35 километров (59 км по автодороге) к западу-северо-западу (WNW) от села Альменева, административного центра района и в 155 километрах (182 км по автодороге) к юго-западу от города Кургана. Абсолютная высота — 178 метров над уровнем моря.
Климат
Климат характеризуется как континентальный с недостаточным увлажнением, холодной малоснежной зимой и тёплым сухим летом. Средняя многолетняя температура самого холодного месяца (января) составляет −17,7°С, температура самого тёплого (июля) — +25,2°С. Среднегодовое количество осадков — 370—380 мм. Снежный покров держится в течение 150—160 дней в году.
Часовой пояс
Майлык, как и вся Курганская область, находится в часовой зоне МСК+2. Смещение применяемого времени относительно UTC составляет +5:00.

## История
Решением Курганского облисполкома № 434 от 9 декабря 1963 года посёлок фермы № 6 Бороздинского совхоза переименован в д. Майлык 
Решением Курганского облисполкома № 107 от 23 марта 1964 года д. Майлык перечислена из Танрыкуловского сельсовета в состав Бороздинского сельсовета.

## Население
| 1989 | 2002 | 2010 | 2012 | 2013 | 2014 |
| ---- | ---- | ---- | ---- | ---- | ---- |
| 565  | ↘368 | ↘266 | →266 | →266 | →266 |

Гендерный состав
По данным Всероссийской переписи населения 2010 года в гендерной структуре населения мужчины составляли 48,1 %, женщины — соответственно 51,9 %.
Национальный состав
Согласно результатам Всероссийской переписи населения 2002 года, в национальной структуре населения башкиры составляли 68 %.

## Общественно-деловая зона
- Майлыкский сельский клуб
- Майлыкская  начальная общеобразовательная школа — филиал МКОУ «Бороздинская  средняя общеобразовательная школа».
- Майлыкский фельдшерско-акушерский пункт
- Стела, на которой нарисован орден Отечественной войны и установлены доски со списком погибших в годы Великой Отечественной войны; установлена в 1966 году[9]

## Улицы
Уличная сеть населённого пункта состоит из семи улиц.